# Marco V di Alessandria (copto)
Papa Marco V (in arabo egiziano مرقس الخامس; Egitto, ... – Egitto, 1619) è stato un vescovo cristiano orientale egiziano, 93º Papa di Alessandria e Patriarca della Sede di San Marco.
Secondo una fonte succedette a Gabriele VIII il 25 settembre 1602. È riportato che fu zelante nel rispetto delle regole. Il vescovo di Damiata, che si ostinava a favoreggiare la poligamia, venne da lui scomunicato. Il prelato si vendicò e nel 1610 fece in modo di far deporre Marco dal pascià d'Egitto grazie a gravi accuse da lui avanzate. Marco fu in procinto di entrare in comunione con la Chiesa cattolica.